# Bermooievaarsbek
Bermooievaarsbek (Geranium pyrenaicum) is een vaste plant uit de ooievaarsbekfamilie (Geraniaceae).

## Determinatie
De plant wordt 20–60 cm hoog met aan de stengels naar boven toe steeds meer klierharen die er bij ouder worden vaak afslijten. De bladeren zijn rondachtig en vijf of meermaal tot de helft of tot twee derde ingesneden. De bermooievaarsbek bloeit van mei tot de herfst met tot 1-2 cm grote paarse, rode, rose of soms blauwe of witte bloemen. Ze staan in een losse bloeiwijze met twee bij elkaar. De vijf bloembladen zijn diep ingesneden en de vijf kelkbladen zijn 4–5 mm lang. De vrucht is een dopvrucht.

## Ecologie
Bermooievaarsbek heeft een voorkeur voor zonnige open standplaatsen. Ze komt voor in ruderaal terrein, zoals open grond in bermen, rivierdijken en spoordijken. De plant voelt zich ook thuis in verstedelijkt gebied. 

## Verspreiding
De plant komt van nature voor in West-Europa en Azië. In Nederland komt de plant algemeen voor, ze is er in de negentiende eeuw  ingeburgerd. In België is de soort vrij algemeen in de Leemstreek, het Maasgebied en het kustgebied, elders zeldzaam.

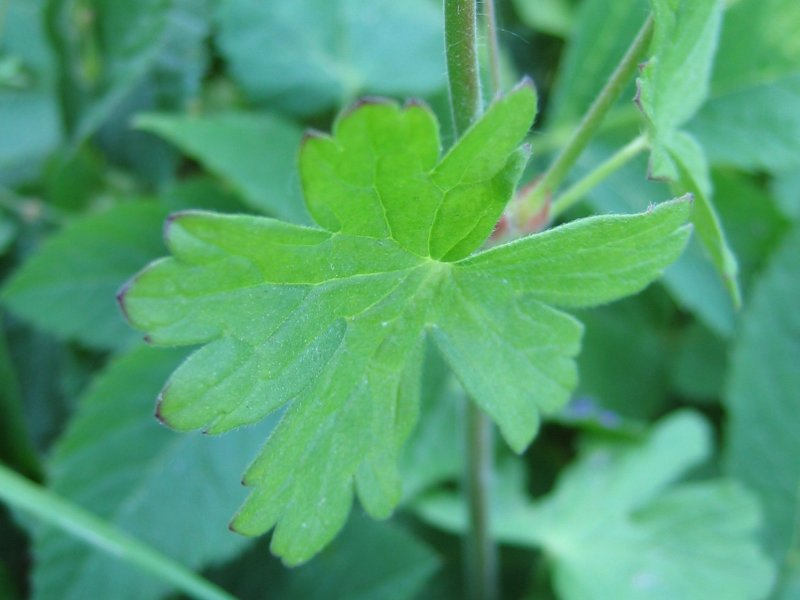
Blad van bermooievaarsbek